# البنك المركزي التونسي
البنك المركزي التونسي هي المؤسسة المالية المركزية المكلفة بإصدار النقد والإشراف على القطاع البنكي في تونس كما تقوم بإدارة احتياطيات الدولة من النقد الأجنبي وإدارة السياسة النقدية. يقوم البنك أيضا بإصدار تقارير يقيّم فيها الوضع الاقتصادي العام ويقوم بإقراح الإجراءات الممكن إتخامها لتحسينه. أنشئ البنك في 19 سبتمبر 1958 وهو مؤسسة عمومية تتمتع بالشخصية المدنية وبالاستقلال المالي وله 12 فرعا في كل من تونس العاصمة، بنزرت، سوسة، صفاقس، نابل، ڨابس، ڨفصة، الڨصرين، القيروان، المنستير، جندوبة، مدنين. يشرف على البنك محافظ ونائب له ومجلس إدارة يجتمع شهريا.

## محافظو البنك منذ 1958

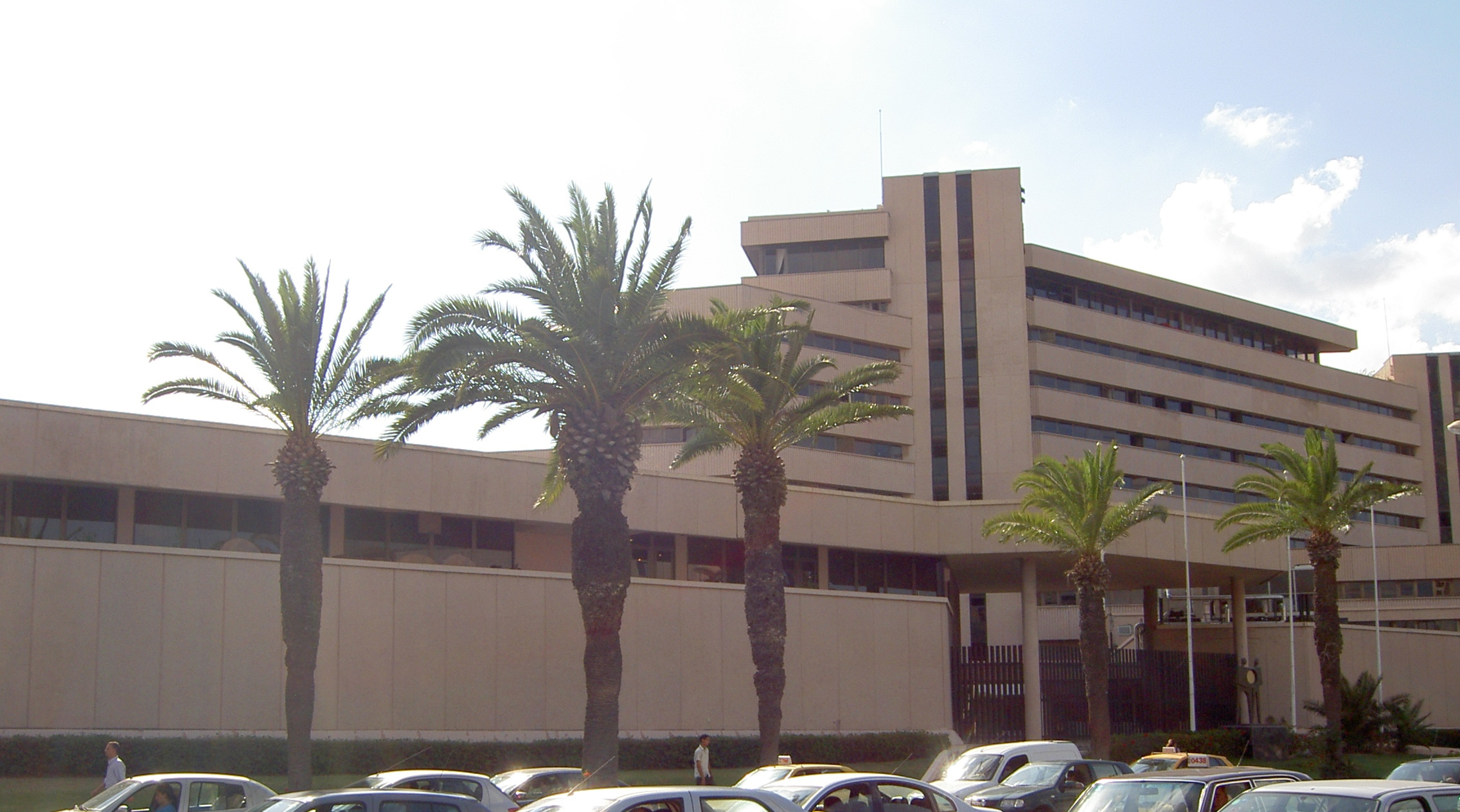
صورة لمقر البنك من جهة شارع محمد الخامس

منذ تأسيسها، ساهم المحافظون التالية أسماؤهم على قيادة المؤسسة:
- الهادي نويرة (30 سبتمبر 1958 - 9 نوفمبر 1970)
- علي الزواوي (10 نوفمبر 1970 - 18 فيفري 1972)
- محمد غنيمة (4 مارس 1972 - 7 ماي 1980)
- عبدالعزيز مثاري (8 ماي 1980 - 11 جويلة 1980)
- منصف بلخوجة (12 جويلة 1980 - 14 مارس 1986)
- محمد الصخيري (15 مارس 1986 - 26 أكتوبر 1987)
- إسماعيل خليل (27 أكتوبر 1987 - 2 مارس 1990)
- محمد الباجي حمدة (3 مارس 1990 - 22 جانفي 2001)
- محمد الدواس (23 جانفي 2001 - 13 جانفي 2004)
- توفيق بكار (14 جانفي 2004 - 16 جانفي 2011)
- مصطفى كمال النابلي (17 جانفي 2011 - 27 جوان 2012)
- الشاذلي العياري (23 جويلة 2012 - 14 فيفري 2018)
- مروان العباسي (16 فيفري 2018)

## أعضاء مجلس إدارة البنك
- الشاذلي العياري	: محافظ البنك المركزي التونسي ورئيس المجلس
- إبراهيم سعادة : نائب المحافظ
- لمياء بوجناح الزريبي	: مستشار
- محمد فريد القبي	: مستشار
- جمال الدين بلحاج عبد الله	: مستشار
- الأنسة نجوى خريف	: مستشار
- أحمد بنغازي	: مستشار
- معز العبيدي	: مستشار
- محمد صالح رجب	: مستشار

## تركيبة أول مجلس إدارة للبنك
- الهادي نويرة: محافظ البنك ورئيس المجلس
- منصور معلى: مدير البنك
- مصطفى الدلاجي: مستشار
- عبد الرزاق الرصاع: مستشار
- التيجاني العنابي: مستشار
- عبد العزيز جلولي: مستشار
- الصادق عبد المولى: مستشار
- الفرجاني بلحاج عمار: مستشار
- عبد الرحمن ماجول: مستشار
- حمودة حداد: مستشار

## وصلات خارجية
- (بالعربية) (بالفرنسية) (بالإنجليزية) البنك المركزي التونسي.